# Cazas
Cazas est un téléfilm français de 90 minutes, écrit par Michel Alexandre et réalisé par Yves Boisset, diffusé le 17 décembre 2001 sur TF1.

## Synopsis
Injustement incriminé dans une sombre affaire de trafic de médicaments, Philippe Cazas, médecin militaire, a dû s'exiler dans un dispensaire en Afrique. Cinq ans plus tard, il revient à Paris sous surveillance militaire pour enterrer son fils décédé d'une overdose.

## Fiche technique
- Scénario et Dialogues : Michel Alexandre
- Réalisation : Yves Boisset
- Production : Jean-Luc Azoulay

## Distribution
- Bernard Tapie : Philippe Cazas
- Christian Brendel : Daniel Lemaire
- Macha Polikarpova : Lieutenant Pauline Meyer
- Cyrielle Clair : Diane
- Maxime Bosmans : Le petit fils